# Marmara elotella
The Apple barkminer (Marmara elotella) là một loài bướm đêm thuộc họ Gracillariidae. Nó được tìm thấy ở Hoa Kỳ (bao gồm Massachusetts, Connecticut, Kentucky, Maine và Virginia).
Ấu trùng ăn Pyrus và Malus species, bao gồm Malus pumila và Malus sylvestris.